# TCDD DM15000
TCDD DM15000 — серія пасажирських дизель-поїздів, використовуваних державною компанією Турецька залізниця. Всього було побудовано 12 екземплярів, які були виготовлені в 2008 році компанією EUROTEM в партнерстві з Hyundai Rotem. У локомотивах використовується дизельний двигун Cummins KTTA 19L1 з системою трансмісії Voith T312. 
Локомотиви мають потужність 883 к.с і в змозі розвивати швидкість до 140 км/год. Вага локомотива становить 34.7 тонн при довжині 26 400 мм.